# Cmentarz żydowski w Wyrzysku
Cmentarz żydowski w Wyrzysku – kirkut mieści się w północno-zachodniej części miasta. Powstał na początku XIX wieku. Miał powierzchnię 0,2 ha. W czasie II wojny światowej został zniszczony przez Niemców. Obecnie nie ma na nim macew.